# Didactique professionnelle
 (mars 2016).
La didactique professionnelle est définie par l'analyse du travail en vue du développement de compétences. Elle est donc caractérisée par :
- un regard sur l'apprentissage établi du point de vue de l'activité (en l'occurrence de l'activité professionnelle);
- un regard sur l'apprentissage établi du point de vue du développement du sujet (plus exactement du développement de ses compétences).

## Résumé
La didactique professionnelle a pour but d'analyser le travail en vue de la formation des compétences professionnelles. Née en France dans les années 1990 au confluent d'un champ de pratiques, la formation des adultes, et de trois courants théoriques, la psychologie du développement, l'ergonomie cognitive et la didactique, elle s'appuie sur la théorie de la conceptualisation dans l'action d'inspiration piagétienne. Son hypothèse : l'activité humaine est organisée sous forme de schèmes, dont le noyau central est constitué de concepts pragmatiques. Elle cherche un équilibre entre deux perspectives : une réflexion théorique et épistémologique sur les fondements des apprentissages humains; un souci d'opérationnaliser ses méthodes d'analyse pour les faire servir à une ingénierie de la formation. L'analyse du travail qu'elle a développée a débuté avec le travail industriel et s'est étendue aux activités de service et d'enseignement. Cette analyse du travail a un double rôle : elle est un préalable à la construction d'une formation. Elle est aussi, par sa dimension réflexive, un important instrument d'apprentissage.

## Origines
D'après Samurçay et Pastré (2004), la didactique professionnelle est née de la rencontre de deux champs théoriques et d'un champ de pratique. Le premier champ théorique est l'ergonomie cognitive, qui a fourni les méthodes d'analyse du travail. Le second champ théorique est la didactique, qui en France est une didactique des disciplines, qui a transmis deux préoccupations,  épistémologique et développementale. Le champ de pratiques est celui de l'enseignement professionnel et de la formation professionnelle continue.
D'après Pastré, Mayen et Vergnaud (2006), il faut rajouter un troisième champ théorique, la psychologie du développement.
D'après Rogalski (2004), le projet théorique de la didactique professionnelle articule théorie de l’activité (modèle de double régulation) et concepts de didactique (savoirs de référence, conceptualisation et schèmes, transposition didactique des situations de travail), et propose un modèle intégrateur pour la formation et le développement des compétences professionnelles.

## Cadre théorique
Le cadre théorique pour la didactique professionnelle est celui de la conceptualisation dans l'action.
Dans le chapitre 5 de son ouvrage, Pastré (2011) définit la conceptualisation comme "une activité, qui a pour but de produire des concepts, qui permettent à un sujet de mieux s'adapter au réel, de mieux adapter le réel à lui-même, mais aussi de mieux connaître le réel" et défend la thèse selon laquelle la conceptualisation est, en tant que ressource adaptative des humains, importante pour l'activité et son organisation.
Pastré (2011) explique que les théories qui se rattachent à la conceptualisation dans l'action "trouvent leur origine dans la pensée de Piaget, reprise et continuée par Vergnaud". L'apport de Vergnaud dans la construction de ce cadre théorique réside principalement dans sa définition du concept de schème comme "une organisation invariante de l'activité pour une classe de situations donnée (Vergnaud, 1996)" ainsi que dans le couplage qu'il effectue entre schème et situation, qui marque sa différenciation avec la philosophie de Piaget. En effet, le couple schème-situation implique qu'il ne faudrait plus "chercher les invariants dans l'organisation générale de l'activité humaine, comme le fait Piaget" mais plutôt "dans les dimensions spécifiques des situations".  